# Krutsjöberget
Krutsjöberget är ett naturreservat i Vilhelmina kommun i Västerbottens län.
Området är naturskyddat sedan 2016 och är 137 hektar stort. Reservatet omfattar Krutsjöbergets sydöstra sluttning ner mot Krutsjön. Det består av granskog, tallskog och lövskog.